# 최후약관우선원칙
최후약관우선원칙(Last Shot Rule)이란 계약법상 원리로 논리적으로 제일 나중에 제시된 약관의 내용대로 계약이 성립한다는 원칙이다. 최후발포원칙이라고도 한다.

## 같이 보기
- 서식의 충돌
- 청약과 승낙